# ウォードッグ
ウォードッグ（原題：War Dog）は、1987年のスウェーデンのアクション映画。MIA（Missing in action、戦時中行方不明兵）を題材としており、ドイツの銃器メーカーのワルサー社とスウェーデン政府の共同で制作された作品。スウェーデンでは15歳以下への鑑賞規制が設けられたが、17週にわたって興行するなどヒットを記録したという。日本での公開にあたっては、本編を再編集し「オリジナル・ハード・バージョン」という触れ込みで公開された。

## あらすじ
ベトナム戦争で行方不明になったのち、死亡扱いとされた兵士リックの葬儀に出向いた兄のチャールズ。彼は弟の死に疑問を抱いていた。実はリックは、諜報機関によって暗殺部隊の一員にされていたのだ。コンピュータ技術者の友人フランクの助けを借り、真相に気づいたチャールズは弟を救い出すために単身で敵地に乗り込む。

## キャスト
※括弧内は日本語吹替声優（初回放送1989年11月28日『木曜洋画劇場』）
- チャールズ：ティム・アーリー（玄田哲章）
- リック：ビル・レドバース（大塚芳忠）
- パーネル：シドニー・リビングストーン（坂口芳貞）
- パトリシア：キャサリン・ジェップソン（土井美加）
- フランク：クリス・マスターズ（千田光男）